# Asterotrichion discolor
Asterotrichion discolor är en malvaväxtart som först beskrevs av William Jackson Hooker, och fick sitt nu gällande namn av Ronald Melville. Asterotrichion discolor ingår i släktet Asterotrichion och familjen malvaväxter. Inga underarter finns listade i Catalogue of Life.